# Heteröcie
Heteröcisch (gr. = „auf verschiedenem Hause“) sind parasitische generationswechselnde Pilze, bei denen sämtliche Generationen eines und desselben Pilzes auf verschiedenen Nährpflanze zur Entwicklung kommen, im Gegensatz zur Autöcie, bei der die Generationen auf derselben Nährpflanze bleiben.

## Belege
1. ↑  Stichwort „Autöcisch“ in Meyers Konversationslexikon, Verlag des Bibliographischen Instituts, Leipzig und Wien, Vierte Auflage, 1885–1892. (Online)